# Seldon Fretum
Il Seldon Fretum è una struttura geologica della superficie di Titano.